# Бушнєв Сергій Дмитрович
Сергій Дмитрович Бушнєв (нар. 8 жовтня 1911, місто Авдіївка, тепер Донецької області — 15 жовтня 1978, місто Київ) — український радянський діяч, директор Рубіжанського хімічного комбінату Луганської області, 1-й заступник міністра хімічної промисловості Української РСР. Депутат Верховної Ради УРСР 3—5-го скликань. 

## Життєпис
Народився у родині машиніста-залізничника. Трудову діяльність розпочав у 1925 році учнем слюсаря паровозного депо станції Авдіївки.
У 1934 році закінчив Харківський хіміко-технологічний інститут, здобув спеціальність інженера-хіміка.
У 1934—1941 — начальник зміни, начальник цеху Рубіжанського хімічного комбінату Донецької (з 1938 року — Ворошиловградської) області.
Член ВКП(б) з 1936 року.
У 1941—1944 роках — заступник головного інженера Молотовського (тепер — Пермського) хімічного заводу, РРФСР.
У 1944—1946 — головний інженер управління капітального будівництва на відбудові Рубіжанського хімічного комбінату Ворошиловградської області. У 1946—1949 — партійний організатор (парторг) ЦК ВКП(б) Рубіжанського хімічного комбінату.
У жовтні 1949 — 1961 — директор Рубіжанського хімічного комбінату Ворошиловградської (з 1958 року — Луганської) області. Обирався членом Рубіжанського міського комітету КП(б)У, членом Луганського обласного комітету КПУ.
У 1961 — грудні 1962 року — начальник управління хімічної промисловості Ради народного господарства Луганського економічного адміністративного району (Луганського раднаргоспу). З січня до липня 1963 року — начальник управління хімічної промисловості Ради народного господарства Донецького економічного району. У липні 1963 — жовтні 1965 року — заступник голови Ради народного господарства Донецького економічного району (Донецького раднаргоспу).
У жовтні 1965—1970 — 1-й заступник міністра хімічної промисловості Української РСР. У 1970—1974 — спеціаліст правління «Інтерхім».
З 1975 року — пенсіонер союзного значення в місті Києві.

## Нагороди
- три ордени Трудового Червоного Прапора
- орден Знак Пошани
- медалі